# Filmpreissaison
Die Filmpreissaison, englisch (Film) awards season, ist in den Vereinigten Staaten die Zeitspanne, in der die meisten wichtigen Filmpreise von Filmorganisationen, Filmkritikern und Berufsgilden vergeben werden, die üblicherweise von November/Dezember bis Februar/März dauert. Da den Abschluss die Academy Awards, genannt Oscars, bilden, und das Hauptziel der Filmschaffenden durch die Saison ist, einen Oscar zu gewinnen, wird auch von der Oscar-Saison (Oscar season) gesprochen.

## Weitere Elemente
Da die wichtigsten Filmpreisverleihungen im Beginn des neuen Jahres und damit ihre Nominierungsphasen im Dezember/Januar liegen, werden die meisten Filme, die von ihren Studios als Oscar-Anwärter gesehen werden, von September bis Dezember in den Kinos veröffentlicht, um den Wählern frisch in Erinnerungen zu bleiben. Dem gehen die größeren, für amerikanische Filme relevanten Filmfestivals im Spätsommer/Herbst voran: etwa Venedig, Toronto, New York und das AFI Fest; von diesen gilt insbesondere das TIFF unter anderem aufgrund des nordamerikanischen Settings und Fokus als das erste Event im September, das aufzeigt, welche Filme bis zu den Oscars gelangen könnten.
Durch das Verfahren zur Bestimmung der Gewinner sind für die meisten Preisverleihungen oft auch bereits die Termine zur Bekanntgabe der Nominierten und der Zeitraum, in dem etwa Akademiemitglieder oder Kritiker unter den Nominierten die Gewinner wählen, die „Nominierungsphase“, vor der eigentlichen Verleihung relevant.
Zusätzlich wird die Saison durch Werbekampagnen der Studios nominierter Filme, Filmemacher und Schauspieler begleitet, die von ihren Publizisten organisiert werden, und insbesondere in New York und Los Angeles stattfindende Events wie Luncheons und Galas sowie Interviews und Photoshoots beinhalten.

## Abfolge der Verleihungen
Die ersten Nominierungsphasen für Preisverleihungen beginnen im Oktober/November. Die erste Preisverleihung sind im November meistens die Gotham Awards für Independentfilme, die allerdings nicht als Indikator für die Oscars gelten. Im Dezember und Januar finden Verleihungen durch regionale und nationale Filmkritikergesellschaften statt. Im Januar starten die Golden Globe Awards als erste Verleihung, die im Fernsehen ausgestrahlt wird, die für das Publikum relevantere Phase größerer Haupt-Events – gefolgt unter anderem von den Satellite Awards, den British Academy Film Awards, die auch internationale Filme auszeichnen, und den Screen Actors Guild Awards. Nach diesen liegen Verleihungen der meisten anderen Berufsgilden im Februar. 
Die Saison gipfelt schließlich in den Academy Awards (Oscars), die regulär Ende Februar stattfinden, aber auch um den Olympischen Winterspielen auszuweichen, im März landen können. Auf die Ergebnisse der Oscars können die Nominierungen und Auszeichnungen der größten vorangegangenen Verleihungen meistens Hinweis geben. Manche Verleihungen kurz vor den Oscars orientieren ihre Datierung an diesen, wie die Golden Raspberry.
Einige, länger bestehende Filmpreise haben im Verlaufe der Jahre ihren Ansetzungsraum geändert, häufig bewusst um innerhalb der Filmpreissaison zu liegen oder eine günstige Position zu erhalten, die mehr Aufmerksamkeit auf die Verleihung lenkt, sodass sich die aktuell übliche Abfolge mit Beginn des 21. Jahrhunderts langsam ergeben hat. Als Beispiel wechselten die BAFTA, die anfangs unabhängig der amerikanischen Preise im April lagen, 2001 in den Februar und wurden dadurch bedeutender und ein Oscar-Indikator.
In den 2020ern kam es durch die COVID-19-Pandemie und die Waldbrände in Südkalifornien im Januar 2025 vereinzelt zu Verschiebungen und Ausfällen von Verleihungen und damit zum Teil der gesamten Filmpreissaison. 2021 wurde sie eröffnet von den Gotham Awards im Dezember und abgeschlossen von den Oscars Ende April.

## Liste (Auswahl)
Fett hervorgehoben sind die „Big Four“, die vier größten, renommiertesten Verleihungen, in Reihenfolge die Golden Globes, die SAG Awards, die BAFTAs und die Academy Awards.
Die größte Verleihung durch Filmkritiker sind die Critics’ Choice Movie Awards der Critics Choice Association, die im Januar ein fernsehausgestrahltes Event darstellen. Daneben sind die „Big Four“ unter den Verleihungen von Filmkritikergesellschaften:
- National Board of Review (Dezember)
- Los Angeles Film Critics Association (Dezember)
- National Society of Film Critics (Januar)
- New York Film Critics Circle (Januar)

Als die wichtigsten Filmpreise der Berufsgilden gelten:
- Producers Guild of America Awards für Filmproduzenten (ab 1990 im März, seit 2004 im Januar)
- Screen Actors Guild Awards für Filmschauspieler (ab 1995 im Februar/März, seit 2006 im Januar)
- Directors Guild of America Awards für Filmregisseure (meistens Februar/März)
- Writers Guild of America Awards für Drehbuchautoren (Februar/März)

Zu den Filmpreisen, die als die wichtigsten mit dem größten Prestige gelten und die meiste öffentliche Aufmerksamkeit erhalten, zählen:
- Gotham Awards für Independentfilme (seit 2004 November/Dezember)
- Golden Globe Awards (seit 1973 im Januar)
- Annie Awards für Animationsfilme (seit 2003 im Januar/Februar)
- Satellite Awards der International Press Academy (meistens Januar/Februar, 2005–2012 im Dezember)
- British Academy Film Awards (BAFTA) (seit 2001 im Februar)
- Independent Spirit Awards für Independentfilme (Februar/März – in der Woche vor den Oscars)
- Golden Raspberry Awards – Negativpreis für schlechte Filme (Februar/März – ein Tag vor den Oscars)
- Academy Award/Oscars der Academy of Motion Picture Arts and Sciences (meistens Februar/März)

## Weblink
- Yohana Desta: Everything You Always Wanted to Know About Awards Season (But Were Afraid to Ask) in Vanity Fair, 10. September 2018 (archiviert im Webarchiv)